# Jean Houdemon
Jean Paul Marie Houdemon (La Flèche, 11 marzo 1885 – Parigi, 20 ottobre 1960) è stato un aviatore e generale francese, distintosi particolarmente come ufficiale durante la prima guerra mondiale, dove fu ferito due volte, e citato 7 volte di cui 4 all'ordine del giorno dell'esercito. Durante la Grande Guerra ricoprì l'incarico di comandante dell'aeronautica del XVIII e III Corpo d'armata, e della Xe Armée. Frequentò l'École supérieure de guerre, di cui fu professore dal 22 giugno 1926 al 30 dicembre 1929, e i corsi presso il Centre des Hautes ètudes Militaires. Promosso generale d'armata aerea, divenne membro del Consiglio superiore dell'aeronautica e fu Ispettore generale della forze aeree dei teatri d'operazione terrestri e della riserva dell'armata aerea e poi Ispettore generale della Forza aerea da ricognizione e delle forze aeree della riserva. Nel corso della seconda guerra mondiale fu comandante della difesa aerea del teatro del Mediterraneo occidentale e comandante della 3ª Armata aerea, comandante della Zone d'Opérations Aériennes du Sud (ZOE sud), Ispettore generale delle forze aeree d'oltremare e dei teatri operativi esterni, e comandante della Zone d'Opérations Aériennes des Alpes (ZOE Alpes). Dopo la firma dell'armistizio di Compiègne fu comandante della 3ª Regione aerea e poi della 1ª Regione aerea. Nel 1944 venne arrestato dai tedeschi per la sua attività all'interno del movimento di resistenza francese, rimanendo prigioniero fino al maggio 1945.

## Biografia
Nacque a La Flèche, Sarthe, l'11 marzo 1885, figlio di Georges e di Claire Lucile Marguerite Beaupère. Iniziò a frequentare la École spéciale militaire de Saint-Cyr, promotion Henri de La Tour d’Auvergne, il 24 ottobre 1903, e ne uscì due anni dopo, nel 1905, assegnato all'arma di cavalleria. Come tenente frequentò l'École de cavalerie di Saumur, stringendo amicizia con un giovane studente americano, George Smith Patton, con cui studiò insieme le campagne di Napoleone I. Assegnato allo stato maggiore della 63ª Divisione fanteria da campagna nell'agosto 1914, allo scoppio della prima guerra mondiale, prese parte ai combattimenti del 7, 13 e 20 settembre 1914, Ferito a Port-Fontenoy, nei pressi di Soissons, ebbe il nervo radiale sezionato. Ricoverato all'ospedale Pitié-Salpêtrière di Parigi, fu nominato Cavaliere della Legion d'onore il 20 novembre 1914, e promosso capitano il 25 dicembre 1914. Il 19 agosto 1915 entrò a far parte dello stato maggiore della Xe Armée al comando del generale Joseph Brugère.
Nel 1916 passò all'aviazione e conseguì il brevetto di pilota nel luglio dello stesso anno. Il 17 dicembre 1916 fu nominato comandante della Escadrille 201.  Il 3 gennaio 1917 assunse il comando dell'aeronautica del XVII Corpo d'armata, il 17 febbraio passò al comando di quella del III Corpo d'armata, e il 23 luglio a quella della Xe Armée. Compì molte ardite ricognizioni sopra le linee nemiche, fu ferito una seconda volta nel luglio 1917. Colpito da un proiettile esplosivo all'anca sinistra, riuscì comunque a raggiungere le linee alleate. 
Promosso maggiore a titolo temporaneo il 12 agosto 1917, dopo la fine della guerra ritornò alla cavalleria in forza al 12 Reggimento corazzieri, divenendo maggiore a titolo definitivo il 25 marzo 1919. Comandante del 1º Reggimento da caccia dal 1 gennaio 1920, partecipò all'occupazione della Renania dall'11 aprile 1920 al 28 giugno 1921.
Fu promosso tenente colonnello il 23 marzo 1923, e colonnello il 25 giugno 1928. Tra il 1 dicembre 1923 e il 22 giugno 1926 frequentò l' École supérieure de guerre, di cui fu professore dal 22 giugno 1926 al 30 dicembre 1929. Come professore alla École supérieure de guerre nel 1927, redasse un rapporto considerato una tappa fondamentale nel collegamento tra le due armi.
Il 31 dicembre 1929 assunse il comando del 34º Reggimento d'aviazione, e il 7 ottobre 1931 fu assegnato allo stato maggiore delle forze aeree presso il Ministero dell'aeronautica. Fu nominato generale di brigata aerea il 7 ottobre 1931, e tra l'8 dicembre 1932 e il 22 maggio 1933 frequentò i corsi presso il Centre des Hautes ètudes Militaires. Tra il 23 maggio 1933 e il 5 settembre 1934 fu comandante della 4ª Brigata aerea, e tra il 6 settembre 1934 e il 31 luglio 1936 comandante della École Militaire et d'Application de l'Armée de l'Air. Tra il 1 agosto e il 14 ottobre 1936 fu comandante del 1º Gruppo aereo, poi della 1ª Divisione aerea, e tra il 15 ottobre 1936 e il 1 gennaio 1938 della 4ª Regione aerea, venendo promosso generale di divisione aerea e subito dopo generale di corpo d'armata aerea il 5 marzo 1937. Promosso generale d'armata aerea il 1 gennaio 1938, divenne membro del Consiglio superiore dell'aeronautica (1 gennaio 1938-20 settembre 1940), fu Ispettore generale della forze aeree dei teatri d'operazione terrestri e della riserva dell'armata aerea (22 febbraio-14 ottobre 1938) e poi Ispettore generale della Forza aerea da ricognizione e delle forze aeree della riserva (15 ottobre 1938-2 settembre 1939).
Il 2 settembre 1939, a seconda guerra mondiale iniziata, fu nominato comandante della difesa aerea del teatro del Mediterraneo occidentale e comandante della 3ª Armata aerea.
Il 10 novembre 1939 fu nominato comandante della Zone d'Opérations Aériennes du Sud (ZOE sud), ricoprendo l'incarico fino al 2 febbraio 1940 quando assunse l'incarico di Ispettore generale delle forze aeree d'oltremare e dei teatri operativi esterni. Il 16 maggio 1940, in piena battaglia di Francia, assunse il comando della Zone d'Opérations Aériennes des Alpes (ZOE Alpes). Dopo la firma dell'armistizio di Compiègne, avvenuto il 22 giugno 1940, il 29 dello stesso mese assunse l'incarico di comandante della 3ª Regione aerea, passando il 27 luglio a quello della 1ª Regione aerea.
Fu posto in congedo dal personale navigante il 20 settembre 1940.  Ritiratosi a vita privata a Pont-à-Mousson, nel 1944 fu arrestato dai tedeschi per la sua attività all'interno del movimento di resistenza.  Fu prigioniero in Baviera dal settembre 1944 al maggio 1945, a Treviri, poi a Coblenza e infine a Plansee, nel Tirolo. Fu liberato dalle truppe della 3ª Armata americana e raggiunse Parigi a bordo dell'aereo personale del generale Patton.
Nel 1951 divenne il trentacinquesimo governatore dell'Hôtel des Invalides, ricoprendo tale incarico fino alla sua morte. Come tale fu eletto membro onorario dell'Associazione nazionale delle croci di guerra, fondata nel 1919 dal viceammiraglio Émile Guépratte. Si spense presso l'Hôpital d'instruction des armées du Val-de-Grâce a Parigi il 20 ottobre 1960, e la salma venne poi tumulata nell'Hôtel des Invalides, nella cripta dei governatori.
Sposato dal 16 dicembre 1908 a Parigi, Ve arrondissement, con Louise Thérèse Lehugeur (1886-1952), la coppia ebbe tre figli Jacqueline (nata nel 1912), Colette (nata nel 1913) sposata con Jean Bécourt-Foch, e Catherine (nata nel 1915).